# Daytona 500
Das Daytona 500 ist ein 500 Meilen (805 Kilometer) langes Autorennen der NASCAR Cup Series, das alljährlich auf dem ovalförmigen Daytona International Speedway in Daytona Beach, Florida stattfindet. Das Rennen wurde 1959 zum ersten Mal ausgetragen und ist seit 1982 das Eröffnungsrennen der Cup Series.
Das Daytona 500 gilt als das wichtigste und prestigeträchtigste NASCAR-Rennen, bekannt als das „Great American Race“ oder der „Super Bowl des Motorsports“. Es ist zudem das Rennen, bei dem mit Abstand das meiste Preisgeld vergeben wird. Es findet immer am zweiten oder dritten Sonntag im Februar statt, als letzte Veranstaltung der jährlichen Daytona Speedweeks. Seit 1995 hat das Daytona 500 die höchsten Fernsehquoten aller Autorennen in den USA, da das legendäre Indianapolis 500 seit den 1990er Jahren durch Spaltung in zwei Rennserien an Bedeutung verloren hat. Das Rennen 2007 war auf Rang sechs der erfolgreichsten Live-Sportsendungen des Jahres mit 20 Millionen Zuschauern.
Der Sieger des Daytona 500 wird mit der Harley J. Earl Trophy geehrt und das Siegerauto steht für ein Jahr im Motorsportmuseum von Daytona. Seit 1971 ist der Termin zudem verbunden mit Washington’s Birthday, dem Präsidenten-Tag der USA.

## Geschichte
Das Rennen ist der Nachfolger des kürzeren Rennens, das auf dem Daytona Beach Road Course ausgetragen wurde. Dieses lange Oval bestand einst aus dem Sand des Strandes und teils aus den danebenliegenden Highways. Frühere Veranstaltungen hatten eine Länge von 200 Meilen, bei denen Stock Cars eingesetzt wurden. Diese Autos waren mit Scheibenwischern und Kühlern ausgestattet, da der Sand den Fahrer stark behinderte. Das Daytona 500 wird seit 1959 auf dem Daytona International Speedway ausgetragen.

### 1959–1969
Lee Petty, Patriarch einer berühmten Rennfahrerfamilie, deren berühmtestes Mitglied sein Sohn Richard Petty ist, gewann das erste Daytona 500 am 22. Februar 1959, indem er auf ungewöhnliche Art und Weise Johnny Beauchamp besiegte. Petty und Beauchamp überrundeten Joe Weatherly auf der Zielgeraden, woraufhin Offizielle anfangs Beauchamp den Sieg zusprachen, nachdem drei Autos die Ziellinie nebeneinander überquert hatten. Nach mehrfachem Betrachten von Bildern und Filmausschnitten wurde das Urteil drei Tage später revidiert und Lee Petty zum Sieger erklärt.
1964 führte Richard Petty mit seinem Plymouth mit dem neuen Hemi-Motor 184 der 200 Runden und gewann das Daytona 500. Plymouth belegte die Plätze eins, zwei und drei. Der Triumph war Pettys erster Sieg auf einem Superspeedway.
Das erste Daytona 500, das wegen Regen vorzeitig beendet werden musste, war das Rennen im Jahr 1965. Spitzenreiter Marvin Panch und Fred Lorenzen berührten sich in Runde 129, als es anfing zu regnen. Panch drehte sich von der Bahn und Lorenzen gewann das Rennen nach insgesamt 133 Runden. Das 1966 ausgetragene Daytona 500, das ebenfalls wegen Regen in Runde 198 vorzeitig beendet werden musste, gewann Richard Petty.
Das Rennen im Jahr 1967 sah einen überragenden Mario Andretti. Er führte 112 von 200 Runden, unter anderem die letzten 33 Runden, und gewann das Rennen. Es war das einzige NASCAR-Rennen, das Andretti gewinnen konnte.

### 1970–1979
Das Rennen im Jahr 1970 begann damit, dass Cale Yarborough schon zu Beginn das Tempo vorgab und mit einer Geschwindigkeit von 194,015 mph (312,237 km/h) auf die Pole fuhr. Schicksal spielte in diesem Jahr eine große Rolle, denn schon kurz nachdem die grüne Flagge gefallen war, kamen einige Piloten in Schwierigkeiten. Zuerst traf es Richard Petty, dann Yarborough, der nach 31 Runden, von denen er 26 führte, das Rennen frühzeitig beenden musste. Donnie Allison und A. J. Foyt waren die nächsten Fahrer, die aufgaben. Später im Rennen kämpfte Pete Hamilton, ein bis dahin unbekannter Fahrer, mit Charlie Glotzbach und David Pearson um die Führung. In Runde 192 überholte Hamilton Pearson und übernahm die Führung, und obwohl Pearson immer wieder versuchte, die Führung zurückzuerobern, konnte Hamilton das Rennen für sich entscheiden. Es war der erste von vier Siegen Hamiltons, der eine kurze, aber respektable NASCAR-Karriere hatte. Bei diesem Rennen waren die bisher meisten Zuschauer zu dem Daytona 500 gekommen, insgesamt 103.800.
1973 gab es ein klassisches Zwei-Auto-Duell zwischen Petty und Buddy Baker. Von den ersten 150 Runden führte Baker in 118 Runden, doch Petty war ihm dicht auf den Fersen, nachdem er einigen anderen Fahrern mit Motorproblemen und einem Unfall in Runde 155 aus dem Weg gegangen war. Nachdem die Spitzenreiter Petty und Baker ihren letzten Boxenstopp zehn Runden vor Schluss absolviert hatten, konnte Petty einen Vorsprung von 4,4 Sekunden auf Baker vorweisen. Doch Baker kam Runde pro Runde näher an ihn heran, und die Führung betrug fünf Runden vor Schluss nur noch 2,5 Sekunden, doch dann fiel Bakers Motor aus. Er musste das Rennen beenden, und Petty errang seinen vierten Daytona-500-Sieg.
Zu Beginn der Saison 1974 wurde wegen der Energiekrise bei einigen Rennen die Distanz um zehn Prozent verkürzt. So konnte Richard Petty das Daytona 500 zweimal hintereinander gewinnen, das nur noch 180 Runden (450 Meilen) betrug. Die beiden 125-Meilen-Qualifikationsrennen wurden ebenfalls auf 45 Runden (112,5 Meilen) verringert.
1976 kam Richard Petty eine Runde vor Ende des Rennens noch als Erster über Start und Ziel, doch auf der Gegengeraden wurde er von David Pearson überholt. Petty versuchte Pearson in der letzten Kurve auf der unteren Linie zu überholen, doch es gelang ihm nicht, das Manöver ganz abzuschließen. Sie kollidierten und drehten sich ins Gras im Infield wenige Meter vor der Ziellinie. Petty konnte sein Auto nicht mehr starten, doch Pearson hielt seinen Wagen am Laufen und überquerte die Ziellinie als Sieger.
Für Bobby Allison war das Rennen 1978 nicht leicht. Er kam zu dem Rennen mit einer Durststrecke von 67 sieglosen Rennen, doch als noch elf Runden zu fahren waren, steuerte er seinen Bud-Moore-Ford vorbei an Buddy Baker zur Führung. Diese gab er in den letzten Runden nicht mehr her und feierte seinen ersten Daytona-500-Sieg.
Das Daytona 500 im Jahr 1979 war das erste 500-Meilen-Rennen, das live im nationalen Fernsehen ausgestrahlt wurde. Die Fernsehübertragung zeigte mehrere On-Board-Aufnahmen, und es gab einige Kameras, die entlang der Strecke montiert waren. Wegen eines Unfalls in der letzten Runde, der zu einer Prügelei zwischen den bis dahin Führenden Cale Yarborough und Donnie Allison (zusammen mit Donnies Bruder Bobby Allison) führte, bekam NASCAR viel schlechte Publicity. Donnie Allison führte das Rennen in der letzten Runde an. Cale Yarborough fuhr in seinem Windschatten und versuchte ihn am Ende der Gegengeraden zu überholen, doch Allison fuhr Kampflinie. Yarborough wollte keinen Boden verlieren und entschied sich, Allison innen zu überholen, doch seine linken Räder kamen von der Strecke ab und gerieten ins Gras. Er verlor die Kontrolle über sein Auto und fuhr Allison am Ende der Gegengeraden in die Seite. Als beide Fahrer versuchten, ihre Autos auf der Strecke zu halten, berührten sie sich mehrfach, bevor sie schließlich zusammen in Kurve drei mit der Mauer kollidierten. Nachdem beide Autos im Gras zum Stillstand gekommen waren, begannen Donnie Allison und Cale Yarborough heftig miteinander zu diskutieren. Als sie die Situation geklärt zu haben schienen, fuhr der schon überrundete Bobby Allison zu den beiden hin und verteidigte seinen Bruder. Daraufhin brach eine wilde Schlägerei aus. Richard Petty, der zu dieser Zeit eine halbe Runde Rückstand hatte, ließ sich davon nicht beeindrucken und wurde Sieger. Dies führte zu viel Gesprächsstoff. Das Geschehen schaffte es sogar auf die erste Seite des Sportteils der New York Times.

### 1980–1989
Buddy Baker startete das neue Jahrzehnt mit dem schnellsten Daytona 500 in der Geschichte. Er siegte mit einer Durchschnittsgeschwindigkeit von 177,602 mph (285,809 km/h).
Das Rennen im Jahr 1981 sah einen Richard Petty, der sehr großes Risiko ging, um sein siebtes Daytona 500 zu gewinnen. Als noch 24 Runden zu fahren waren, kam Petty zu seinem letzten planmäßigen Boxenstopp, doch anstatt vier neue Reifen zu holen, wurde sein Auto nur aufgetankt. Wie sich herausstellen sollte, war dies eine sehr gute Entscheidung und Petty gewann das Rennen. Er war nun der einzige Fahrer, der es schaffte, das Daytona 500 in drei verschiedenen Jahrzehnten zu gewinnen.
Im Jahr 1983 wurde Cale Yarborough der erste Fahrer, der es schaffte, eine Qualifyingrunde von über 200 mph (320 km/h) zu fahren. Jedoch hatte Yarborough in seiner zweiten Qualifyingrunde einen Unfall und überschlug sich in Kurve 4. Sein Auto musste aus der Teilnahme zurückgenommen werden und die Rekordrunde zählte nicht. Trotz des Unfalls fuhr Yarborough am nächsten Tag mit einem Ersatzwagen zum Sieg. Ein Jahr später – 1984 – glückte ihm der Rekord mit einer Durchschnittsgeschwindigkeit von 201,848 mph (324,828 km/h). Daraufhin gewann er das Rennen zum zweiten Mal hintereinander und insgesamt konnte er nun auf vier Daytona-500-Erfolge zurückblicken.
1987 stellte Bill Elliott den bis heute noch stehenden Rekord auf, er fuhr eine Qualifikationsrunde von 210,364 mph (338,532 km/h). Er gewann das Rennen darauf zum zweiten Mal in seiner Karriere, nachdem er schon zwei Jahre vorher 1985 das Rennen für sich hatte entscheiden können.
Zwischen den beiden Jahren – im Jahr 1986 – gab es ein spektakuläres Rennen zwischen Dale Earnhardt und Geoff Bodine, die in den letzten 70 Runden um den Sieg kämpften. Earnhardt führte zehn Runden und Bodine 60. Als noch drei Runden zu fahren waren, kam Earnhardt an die Box, weil er kein Benzin mehr in seinem Tank hatte. Beim Wiederrausfahren aus der Box zerstörte Earnhardt seinen Kolben und Geoff Bodine siegte mit einem Vorsprung von 11,26 Sekunden, weil er etwas sparsamer mit seinem Benzin umging.
Im Daytona 500 1988 wurde zum ersten Mal mit den neuen Restrictor Plates auf den Superspeedway-Rennen gefahren. Sie hatten die Aufgabe, die Autos mittels Luftmengenbegrenzer einzubremsen, da sie in den letzten Jahren eine zu hohe Geschwindigkeit erreichten. Vor dem Rennen wusste niemand so recht, wie sich die neue Einführung machen würde. Am Ende siegte Bobby Allison vor seinem Sohn Davey Allison. Beide feierten zusammen in der Victory Lane. Bobby Allison war damit der älteste Fahrer, der jemals das Daytona 500 gewinnen konnte. Im Rennen gab es zudem noch einen schlimmen Unfall von Richard Petty in Runde 106. Petty drehte sich, bekam Unterluft und sein Auto stieg auf und schleuderte in den Fangzaun. Nachdem er auf der Strecke wieder zum Stillstand gekommen war, krachten A. J. Foyt und Brett Bodine noch in sein Auto, das dabei in zwei Hälften zerbrach. Petty konnte jedoch ohne erhebliche Verletzungen aussteigen.
Darrell Waltrip gewann nach 17 Versuchen das Daytona 500 im Jahr 1989. Die Fans bejubelten den Sieger mit lautem Geschrei, und nachdem Waltrip von einem Reporter befragt worden war, brüllte Waltrip in die Kamera: „I won the Daytona 500! I won the Daytona 500!“ Zudem legte er noch ein kleines Tänzchen in der Victory Lane hin.

### 1990–1999
Nachdem Dale Earnhardt jahrelang versucht hatte, das Daytona 500 zu gewinnen, hatte er im Jahr 1990 die besten Chancen. Sieben Runden vor Schluss gab es die dritte und damit letzte Gelblichtphase des Rennens. Alle kamen in die Box, außer Derrike Cope. Nach dem Restart in Runde 195 überholte Earnhardt Derrike Cope und ging wieder in Führung. Doch in der letzten Runde fuhr Earnhardt über ein kleines Metallteil, welches nach dem Motorplatzer von Rick Wilson auf die Strecke geschleudert wurde, und sein Reifen platze. Derrike Cope überholte Earnhardt und gewann sein erstes NASCAR Rennen, und das beim Daytona 500.
Earnhardt erging es im Jahr 1991 auch nicht besser. Als noch sechs Runden zu fahren waren, wurde er auf Platz 1 liegend von Ernie Irvan überholt und später, als noch zwei Runden zu fahren waren, drehte er sich sogar raus und kollidierte mit Davey Allison und Kyle Petty. Irvan fuhr unter gelber Flagge zum Sieg.
Im Jahr 1992 gewann Davey Allison sein einziges Daytona 500, nachdem er den „Big One“ in Runde 92 ohne Kratzer überwunden hatte. Er führte danach die letzten 102 Runden bis zum Sieg.
1993 fuhr Jeff Gordon sein erstes Daytona 500 und beendete es direkt in den Top fünf. In Runde 170 versuchte Rusty Wallace den sich drehenden Autos von Michael Waltrip und Derrike Cope auszuweichen, doch dabei verlor er die Kontrolle und überschlug sich mehrmals im Infield der Gegengeraden. Als noch zwei Runden zu fahren waren, bekam der Drittplatzierte Dale Jarrett einen Push von Geoff Bodine und überholte den zweiten Jeff Gordon. Er versuchte sogar noch an Earnhardt vorbeizukommen und schaffte das nach einer kleinen Berührung auch. Jarrett gewann das Rennen und für Dale Earnhardt war es schon das vierte Mal, dass er bei noch weniger als zehn zu fahrenden Runden in Führung lag und dennoch nicht gewinnen konnte.
Sterling Marlin gewann das Rennen 1994 mit dem letzten Tropfen Benzin im Tank. Viele andere seiner Konkurrenten konnten wegen zu wenig Benzin nicht mit um den Sieg kämpfen. Lake Speed musste drei Runden vor Schluss auf Platz vier liegend noch mal an die Box. Genauso erging es Mark Martin, der zwei Runden vor Ende auf Rang drei die Box ansteuern musste.
1995 fuhr Sterling Marlin wieder als Erster über die Ziellinie, er war damit der erste Fahrer seit Cale Yarborough, der das Daytona 500 zweimal hintereinander gewinnen konnte. Dale Earnhardt kam als Zweiter durchs Ziel, nachdem er sich in den letzten Runden von Platz 17 auf zwei hatte verbessern können. Doch an Sterling Marlin fand Earnhardt keinen Weg vorbei und hatte bis zu diesem Zeitpunkt immer noch keinen Daytona-500-Sieg.
1998 schaffte es Dale Earnhardt nach 20 Versuchen, das Daytona 500 zum ersten Mal zu gewinnen.

### 2000–2009

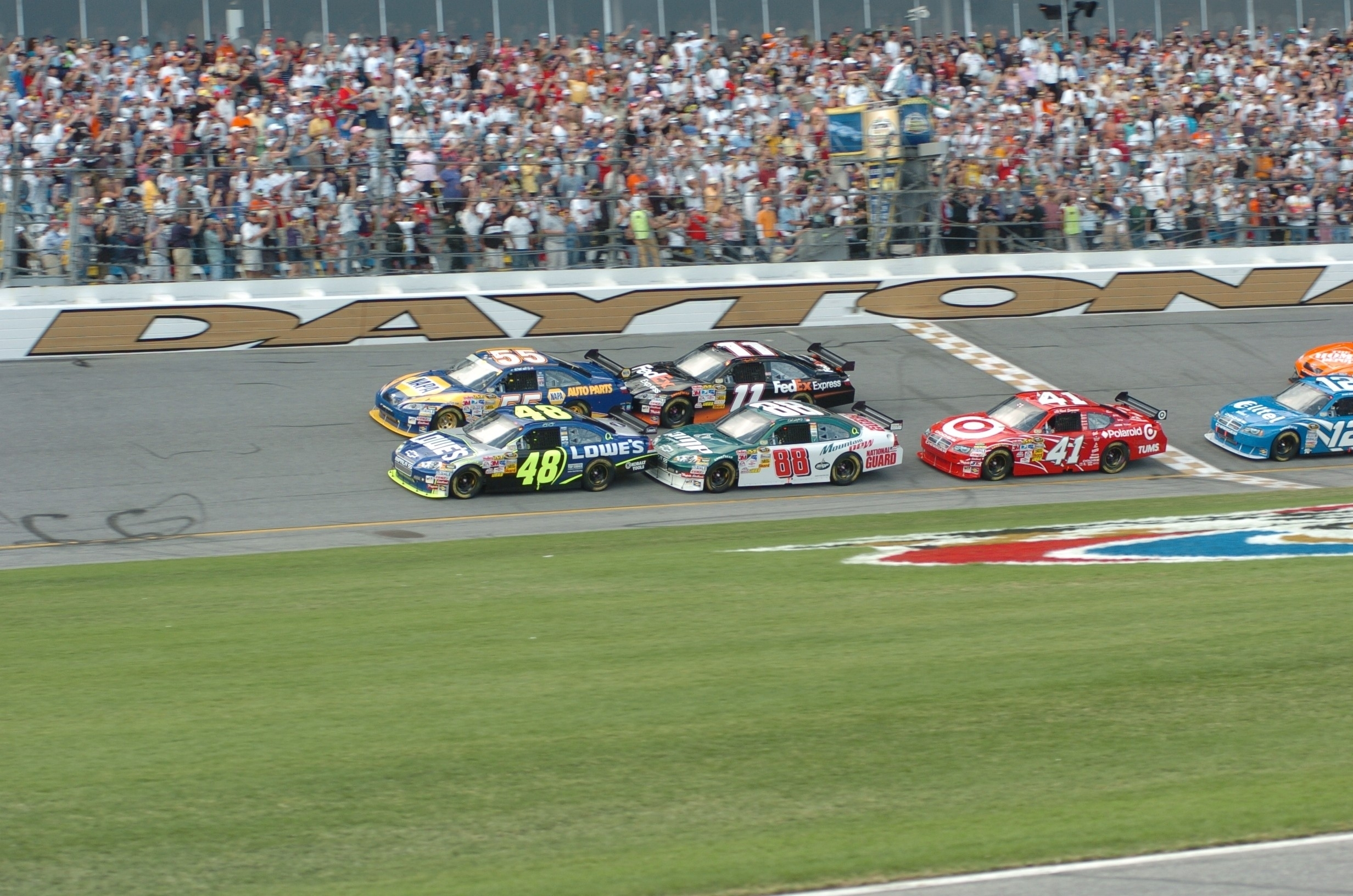
Typische Rennsituation seit der Einführung von Luftmengenbegrenzern: Dicht aufeinanderfolgende Fahrzeuge in zwei oder auch drei Linien nebeneinander.

In der letzten Kurve der letzten Runde im Daytona 500 des Jahres 2001 starb NASCARs Superstar Dale Earnhardt nach einem scheinbar harmlosen Unfall, bei dem er von Rusty Wallace angeschoben wurde, die Kontrolle über seinen Wagen verlor und nach einer weiteren Berührung beinahe frontal in die Außenmauer prallte. Der Aufprall war so stark, dass sein Kopf nach vorn schoss und die Schädelbasis brach. Er starb noch auf der Strecke. Bei einem Unfall in Runde 173, in den 18 Autos verwickelt waren, überschlug sich Tony Stewart und das Rennen wurde für kurze Zeit mit der roten Flagge beendet, um die vielen Trümmerteile zu beseitigen. Michael Waltrip machte sein erstes Rennen für das Team Dale Earnhardt, Inc. und gewann es. Zweiter wurde sein Teamkollege Dale Earnhardt junior, der Sohn des Verunglückten. Beide Autos gehörten Dale Earnhardt, der bis zu seinem fatalen Unfall auf Position drei fuhr.
Im Jahr 2002 kämpften Sterling Marlin und Jeff Gordon um die Führung. Doch beide berührten sich und Gordon drehte sich raus, während sich hinter ihm ein Massencrash entwickelte. Das Rennen wurde kurze Zeit mit der roten Flagge unterbrochen, als Marlin einen Funkspruch bekam, dass sein Kotflügel verbogen war und sich mit dem Rad berührte. Marlin stieg aus seinem Auto aus und bog seinen Kotflügel wieder gerade. Doch NASCAR-Offizielle stoppten dies sofort, da keiner an seinem Auto, während der roten Flagge, Änderungen vornehmen darf. Sterling Marlin wurde ans Ende des Feldes verwiesen, was Ward Burton den Weg zum Sieg frei machte.
Michael Waltrip gewann 2003, nachdem das Rennen in Runde 109 wegen Regen beendet worden war. Im darauffolgenden Jahr gewann Dale Earnhardt Jr. sein erstes Daytona 500. Es war zudem noch etwas Besonderes, da sein verstorbener Vater das Rennen auf den Tag genau sechs Jahre vorher auch zum ersten Mal gewinnen konnte.
2005 gewann Jeff Gordon sein drittes Daytona 500 und ein Jahr später konnte sein Teamkollege Jimmie Johnson das Rennen für sich entscheiden.
Das Daytona 500 des Jahres 2007 fand, genau sechs Jahre nachdem Dale Earnhardt sein Leben in einem Unfall in der letzten Runde verloren hatte, statt. Es war das erste Rennen im NASCAR Nextel Cup eines nicht-amerikanischen Herstellers, nämlich Toyota. Kevin Harvick gewann das Rennen 0,020 Sekunden vor Mark Martin, der nur ein paar Meter vor der Ziellinie von Harvick überholt worden war. Es war damals das zweitknappste Finish nach dem Rennen im Jahr 1959, als Lee Petty erst nach drei Tagen zum Sieger erklärt wurde.

### 2010–2019
Die 52. Ausgabe des Daytona 500 im Jahre 2010 war das bis dahin längste Daytona 500 aller Zeiten mit einer Gesamtdauer von rund 6 Stunden und 10 Minuten. Da sich in Kurve 2 ein Teil des Streckenasphalts löste und die Streckenarbeiter dies reparieren musste, wurde das Rennen zwei Mal durch die rote Flagge pausiert. Dies führte insgesamt zu einer Verzögerung von ungefähr 2 Stunden und 30 Minuten.
2011 markierte das zehnte Jahr nach dem Tod von Dale Earnhardt. Zu Ehren von Dale Earnhardt wurde die dritte Runde zu einer silent lap (stille Runde), in der TV- und Radio-Moderatoren schwiegen und die Fans drei Finger in die Luft hielten, was seiner bekanntesten Startnummer, der Nummer 3, entspricht. Trevor Bayne gewann das Rennen und wurde zum zweitjüngsten Rennsieger eines Cup Series-Rennens.
2012 musste das Rennen aufgrund von schweren Regenfällen zum ersten Mal in seiner Geschichte von Sonntag auf Montag verschoben werden. Wegen weiterer Regenfälle wurde der Start von 13 auf 19 Uhr verschoben. Somit gab es eine weitere Premiere: Das Rennen wurde zum ersten Mal bei Nacht und Flutlicht ausgetragen.
Während einer Gelbphase in Runde 160 verlor Juan Pablo Montoya die Kontrolle über seinen Wagen und krachte in einen Safetytruck, der mit einer Helikopterturbine (zur Streckentrocknung) ausgestattet war. Montoya und der Fahrer des Trucks überstanden den Unfall trotz der dabei aufgetretenen Explosion unbeschadet. Nach einer zweistündigen Unterbrechung konnte das Rennen fortgesetzt werden.
Das Rennen dauerte anschließend bis 1 Uhr früh am Dienstag. Matt Kenseth sicherte sich den Sieg vor Dale Earnhardt, Jr. und Greg Biffle.
Mit Danica Patrick sicherte sich 2013 erstmals eine Frau die Pole-Position in einem Sprint-Cup-Series-Rennen. Patrick führte auch als erste Frau das Feld für zwei Runden (90, 91) an und erreichte mit Rang 8 die beste Platzierung, die je einer Frau im Cup gelungen ist. Der Rennsieg ging zum zweiten Mal nach 2006 an Jimmie Johnson.
2014 gab die legendäre Startnummer 3 – jetzt pilotiert von Austin Dillon – ihr Comeback und konnte die Pole-Position für sich beanspruchen. Nach knapp 40 der 200 zu absolvierenden Runden musste das Rennen unterbrochen werden, da starker Regen und eine Tornadowarnung eine Weiterfahrt unmöglich machten. Das Rennen wurde nach der sechsstündigen Pause unter Flutlicht fortgesetzt. Eine Gelbphase kurz vor Ende des Rennens führte das inzwischen durch einige Unfälle stark dezimierte Fahrerfeld noch einmal zusammen. Letztlich konnte sich der nach dem Neustart führende Dale Earnhardt junior im Zielsprint durchsetzen und sicherte sich nach 2004 seinen zweiten Erfolg beim Daytona 500.
Denny Hamlin konnte 2016 das Rennen mit 0,010 Sekunden Vorsprung auf Martin Truex junior gewinnen, dies war der knappste Zieleinlauf in der Geschichte des Rennens. Zuvor hatte Hamlin bereits 94 Führungsrunden gesammelt, zu Beginn der letzten Runde lag er jedoch nur auf dem vierten Platz.
2017 gewann Kurt Busch das Daytona 500 erstmals im 17. Anlauf.

### 2020–2021
Während das Rennen 2020 bis Runde 185 ohne Verzögerung lief, kam es in den letzten 24 Runden zu zwei großen Unfällen. Beim The Big One wurden mindestens 20 Autos auf der Backstretch in den Crash involviert, worauf das Rennen „red-flagged“ wurde. Nach dem 2. Overtime Restart kam es in der letzten Runde (Lap 209) in Turn 4 zu einem Crash zwischen Ryan Newman und Ryan Blaney. Newman überschlug sich mehrere Male und kam auf dem 9. Platz am Ende der Pit Road zum Stehen. Er wurde ins Krankenhaus gebracht, aber überlebte. Denny Hamlin gewann das Rennen 0.014s vor Ryan Blaney.
2021 gewann Michael McDowell (Rennfahrer) nach einem The Big One in der letzten Runde vor Chase Elliott und Austin Dillon. In Runde 16 wurde das Rennen für fast 6 Stunden „red-flagged“, aufgrund von Regen. Nach dem Restart drehte Brad Keselowski in der letzten Runde Joey Logano aus dem Rennen, worauf die beiden den Big One auslösten und 7 weitere Autos u. a. Bubba Wallace und Kyle Larson in einen Feuerunfall verwickelten (Caution). McDowell gewann das Rennen auf der Linie, wurde aber erst nach kurzer Zeit zum Sieger erklärt (Caution-Flag). Es war McDowells erster und bis heute einziger Sieg in der NASCAR Cup Series.

## Liste der Daytona-500-Sieger
| Jahr | Datum       | Fahrer                       | Auto # | Marke      | Startplatz | Führungs- runden | Preisgeld  | Durchschnitts- geschwindigkeit (mph) | Durchschnitts- geschwindigkeit (km/h) |
| ---- | ----------- | ---------------------------- | ------ | ---------- | ---------- | ---------------- | ---------- | ------------------------------------ | ------------------------------------- |
| 1959 | 22. Februar | Lee Petty                    | 42     | Oldsmobile | 15.        | 38               | $19.050    | 135,521                              | 218,100                               |
| 1960 | 24. Februar | Robert G. „Junior“ Johnson   | 27     | Chevrolet  | 9.         | 67               | $19.600    | 124,740                              | 200,750                               |
| 1961 | 26. Februar | Marvin Panch                 | 20     | Pontiac    | 4.         | 13               | $21.050    | 149,601                              | 240,759                               |
| 1962 | 18. Februar | Edward G. „Fireball“ Roberts | 22     | Pontiac    | 1.         | 144              | $24.190    | 152,529                              | 245,472                               |
| 1963 | 24. Februar | DeWayne L. „Tiny“ Lund       | 21     | Ford       | 12.        | 127              | $24.550    | 151,566                              | 243,922                               |
| 1964 | 23. Februar | Richard Petty                | 43     | Plymouth   | 2.         | 184              | $33.300    | 154,334                              | 248,376                               |
| 1965 | 14. Februar | Fred Lorenzen                | 28     | Ford       | 4.         | 25 (von 129)     | $27.100    | 141,539*                             | 227,785*                              |
| 1966 | 27. Februar | Richard Petty                | 43     | Plymouth   | 1.         | 108 (von 198)    | $28.150    | 160,927*                             | 258,987*                              |
| 1967 | 26. Februar | Mario Andretti               | 11     | Ford       | 12.        | 112              | $48.900    | 146,926                              | 236,454                               |
| 1968 | 25. Februar | Cale Yarborough              | 21     | Mercury    | 1.         | 76               | $47.250    | 143,251                              | 230,540                               |
| 1969 | 23. Februar | LeeRoy Yarbrough             | 98     | Ford       | 19.        | 18               | $38.950    | 157,950                              | 254,196                               |
| 1970 | 22. Februar | Pete Hamilton                | 40     | Plymouth   | 9.         | 13               | $44.850    | 149,601                              | 240,759                               |
| 1971 | 14. Februar | Richard Petty                | 43     | Plymouth   | 5.         | 70               | $45.450    | 144,462                              | 232,489                               |
| 1972 | 20. Februar | A.J. Foyt                    | 21     | Mercury    | 2.         | 167              | $44.600    | 161,550                              | 259,990                               |
| 1973 | 18. Februar | Richard Petty                | 43     | Dodge      | 7.         | 17               | $36.100    | 157,205                              | 252,997                               |
| 1974 | 17. Februar | Richard Petty                | 43     | Dodge      | 2.         | 73 (von 180)     | $39.650    | 140,894*                             | 226,747*                              |
| 1975 | 16. Februar | Benny Parsons                | 72     | Chevrolet  | 32.        | 4                | $43.905    | 153,649                              | 247,274                               |
| 1976 | 15. Februar | David Pearson                | 21     | Mercury    | 7.         | 37               | $46.800    | 152,181                              | 244,912                               |
| 1977 | 20. Februar | Cale Yarborough              | 11     | Chevrolet  | 4.         | 137              | $63.700    | 153,218                              | 246,580                               |
| 1978 | 19. Februar | Bobby Allison                | 15     | Ford       | 33.        | 28               | $56.300    | 159,730                              | 257,061                               |
| 1979 | 18. Februar | Richard Petty                | 43     | Oldsmobile | 13.        | 12               | $73.900    | 143,977                              | 231,709                               |
| 1980 | 17. Februar | Buddy Baker                  | 28     | Oldsmobile | 1.         | 143              | $102.175   | 177,602                              | 285,823                               |
| 1981 | 15. Februar | Richard Petty                | 43     | Buick      | 8.         | 26               | $90.575    | 169,651                              | 273,027                               |
| 1982 | 14. Februar | Bobby Allison                | 88     | Buick      | 7.         | 147              | $120.360   | 153,991                              | 247,824                               |
| 1983 | 20. Februar | Cale Yarborough              | 28     | Pontiac    | 8.         | 23               | $119.600   | 155,979                              | 251,024                               |
| 1984 | 19. Februar | Cale Yarborough              | 28     | Chevrolet  | 1.         | 89               | $160.300   | 150,994                              | 243,001                               |
| 1985 | 17. Februar | Bill Elliott                 | 9      | Ford       | 1.         | 136              | $185.500   | 172,265                              | 277,234                               |
| 1986 | 16. Februar | Geoff Bodine                 | 5      | Chevrolet  | 2.         | 101              | $192.715   | 148,124                              | 238,382                               |
| 1987 | 15. Februar | Bill Elliott                 | 9      | Ford       | 1.         | 104              | $204.150   | 176,263                              | 283,668                               |
| 1988 | 14. Februar | Bobby Allison                | 12     | Buick      | 3.         | 70               | $202.940   | 137,531                              | 221,335                               |
| 1989 | 19. Februar | Darrell Waltrip              | 17     | Chevrolet  | 2.         | 25               | $184.900   | 148,466                              | 238,933                               |
| 1990 | 18. Februar | Derrike Cope                 | 10     | Chevrolet  | 12.        | 5                | $188.150   | 165,761                              | 266,766                               |
| 1991 | 17. Februar | Ernie Irvan                  | 4      | Chevrolet  | 2.         | 29               | $233.000   | 148,148                              | 238,421                               |
| 1992 | 16. Februar | Davey Allison                | 28     | Ford       | 6.         | 127              | $244.050   | 160,256                              | 257,907                               |
| 1993 | 14. Februar | Dale Jarrett                 | 18     | Chevrolet  | 2.         | 8                | $238.200   | 154,972                              | 249,403                               |
| 1994 | 20. Februar | Sterling Marlin              | 4      | Chevrolet  | 4.         | 30               | $258.275   | 156,931                              | 252,556                               |
| 1995 | 19. Februar | Sterling Marlin              | 4      | Chevrolet  | 3.         | 105              | $300.460   | 141,710                              | 228,060                               |
| 1996 | 18. Februar | Dale Jarrett                 | 88     | Ford       | 7.         | 40               | $360.775   | 154,308                              | 248,335                               |
| 1997 | 16. Februar | Jeff Gordon                  | 24     | Chevrolet  | 6.         | 40               | $377.410   | 148,295                              | 238,658                               |
| 1998 | 15. Februar | Dale Earnhardt               | 3      | Chevrolet  | 4.         | 105              | $1.059.805 | 172,712                              | 277,953                               |
| 1999 | 14. Februar | Jeff Gordon                  | 24     | Chevrolet  | 1.         | 15               | $1.172.246 | 161,551                              | 259,991                               |
| 2000 | 20. Februar | Dale Jarrett                 | 88     | Ford       | 1.         | 87               | $1.277.975 | 155,669                              | 250,525                               |
| 2001 | 18. Februar | Michael Waltrip              | 15     | Chevrolet  | 19.        | 23               | $1.331.185 | 161,783                              | 260,365                               |
| 2002 | 17. Februar | Ward Burton                  | 22     | Dodge      | 19.        | 4                | $1.389.017 | 130,810                              | 210,518                               |
| 2003 | 16. Februar | Michael Waltrip              | 15     | Chevrolet  | 4.         | 68 (von 109)     | $1.419.406 | 133,870*                             | 215,443*                              |
| 2004 | 15. Februar | Dale Earnhardt junior        | 8      | Chevrolet  | 3.         | 59               | $1.495.070 | 156,341                              | 251,606                               |
| 2005 | 20. Februar | Jeff Gordon                  | 24     | Chevrolet  | 15.        | 28 (von 203)     | $1.497.150 | 135,173*                             | 217,540*                              |
| 2006 | 19. Februar | Jimmie Johnson               | 48     | Chevrolet  | 9.         | 24 (von 203)     | $1.505.120 | 142,734*                             | 229,708*                              |
| 2007 | 18. Februar | Kevin Harvick                | 29     | Chevrolet  | 34.        | 4 (von 202)      | $1.510.469 | 149,333*                             | 240,328*                              |
| 2008 | 17. Februar | Ryan Newman                  | 12     | Dodge      | 7.         | 8                | $1.506.045 | 152,672                              | 245,702                               |
| 2009 | 15. Februar | Matt Kenseth                 | 17     | Ford       | 43.        | 7 (von 152)      | $1.536.388 | 132,816*                             | 213,614*                              |
| 2010 | 14. Februar | Jamie McMurray               | 1      | Chevrolet  | 13.        | 2 (von 208)      | $1.514.649 | 137,284*                             | 220,931*                              |
| 2011 | 20. Februar | Trevor Bayne                 | 21     | Ford       | 32.        | 4 (von 208)      | $1.463.810 | 130,326*                             | 209,74*                               |
| 2012 | 26. Februar | Matt Kenseth                 | 17     | Ford       | 4.         | 50 (von 202)     | $1.589.387 | 140,256*                             | 225,72*                               |
| 2013 | 24. Februar | Jimmie Johnson               | 48     | Chevrolet  | 21.        | 17               | $1.525.275 | 159,250                              | 256,29                                |
| 2014 | 23. Februar | Dale Earnhardt junior        | 88     | Chevrolet  | 9.         | 54               | $1.506.363 | 145,290                              | 233,82                                |
| 2015 | 22. Februar | Joey Logano                  | 22     | Ford       | 5.         | 31               | $1.581.453 | 148,379                              | 238,79                                |
| 2016 | 21. Februar | Denny Hamlin                 | 11     | Toyota     | 11.        | 95               |            | 157,549                              | 253,50                                |
| 2017 | 26. Februar | Kurt Busch                   | 41     | Ford       | 8.         | 1                |            | 143,187                              | 230,437                               |
| 2018 | 18. Februar | Austin Dillon                | 3      | Chevrolet  | 14.        | 1 (von 207)      |            | 150,54*                              | 242,27*                               |
| 2019 | 17. Februar | Denny Hamlin                 | 11     | Toyota     | 10.        | 30 (von 207)     |            | 137,44*                              | 221,18*                               |
| 2020 | 17. Februar | Denny Hamlin                 | 11     | Toyota     | 20.        | 79 (von 209)     |            | 141,11*                              | 220,48*                               |
| 2021 | 15. Februar | Michael McDowell             | 34     | Ford       | 17.        | 1                |            | 144,12                               | 231,94                                |
| 2022 | 20. Februar | Austin Cindric               | 2      | Ford       | 5.         | 21 (von 201)     |            | 142,26*                              | 228,95*                               |
| 2023 | 19. Februar | Ricky Stenhouse junior       | 47     | Chevrolet  | 31.        | 10 (von 212)     |            | 145,28*                              | 233,81*                               |
| 2024 | 19. Februar | William Byron                | 24     | Chevrolet  | 6.         |                  |            |                                      |                                       |
| 2025 | 16. Februar | William Byron                | 24     | Chevrolet  |            |                  |            | 129,159                              |                                       |

* Rennen ging nicht über die Distanz von 500 Meilen (200 Runden), sondern wurde entweder vorzeitig abgebrochen oder um einige Runden verlängert, um nicht in einer Gelblichtphase beendet zu werden.